# 小花国家朝圣地圣殿
小花国家朝圣地圣殿（Basilica of the National Shrine of the Little Flower）又名圣母圣衣暨圣德肋撒堂（Our Lady of Mount Carmel and St. Thérèse Church）是一座罗马天主教宗座圣殿，位于美国德克萨斯州圣安东尼奥。该堂为美国的73座宗座圣殿之一，也是德克萨斯州仅有的四座宗座圣殿之一。 该堂并非教区的主教座堂，圣安东尼奥的主教座堂是圣费尔南多主教座堂。
该堂供奉的里修的德兰，被尊为“耶稣的小花”。该堂由加尔默罗会神父兴建，于1929年10月15日动工，恰逢大萧条期间。   

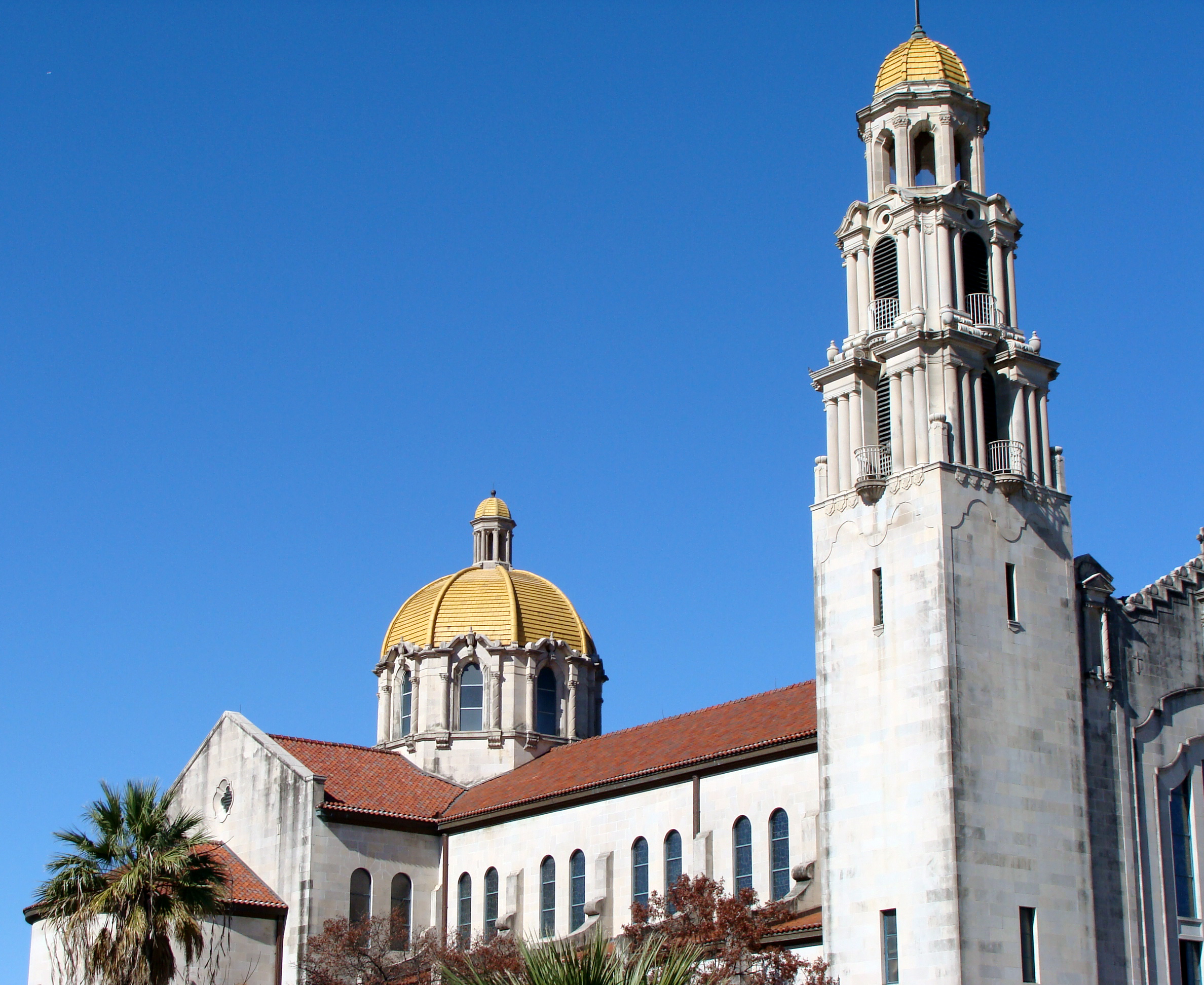
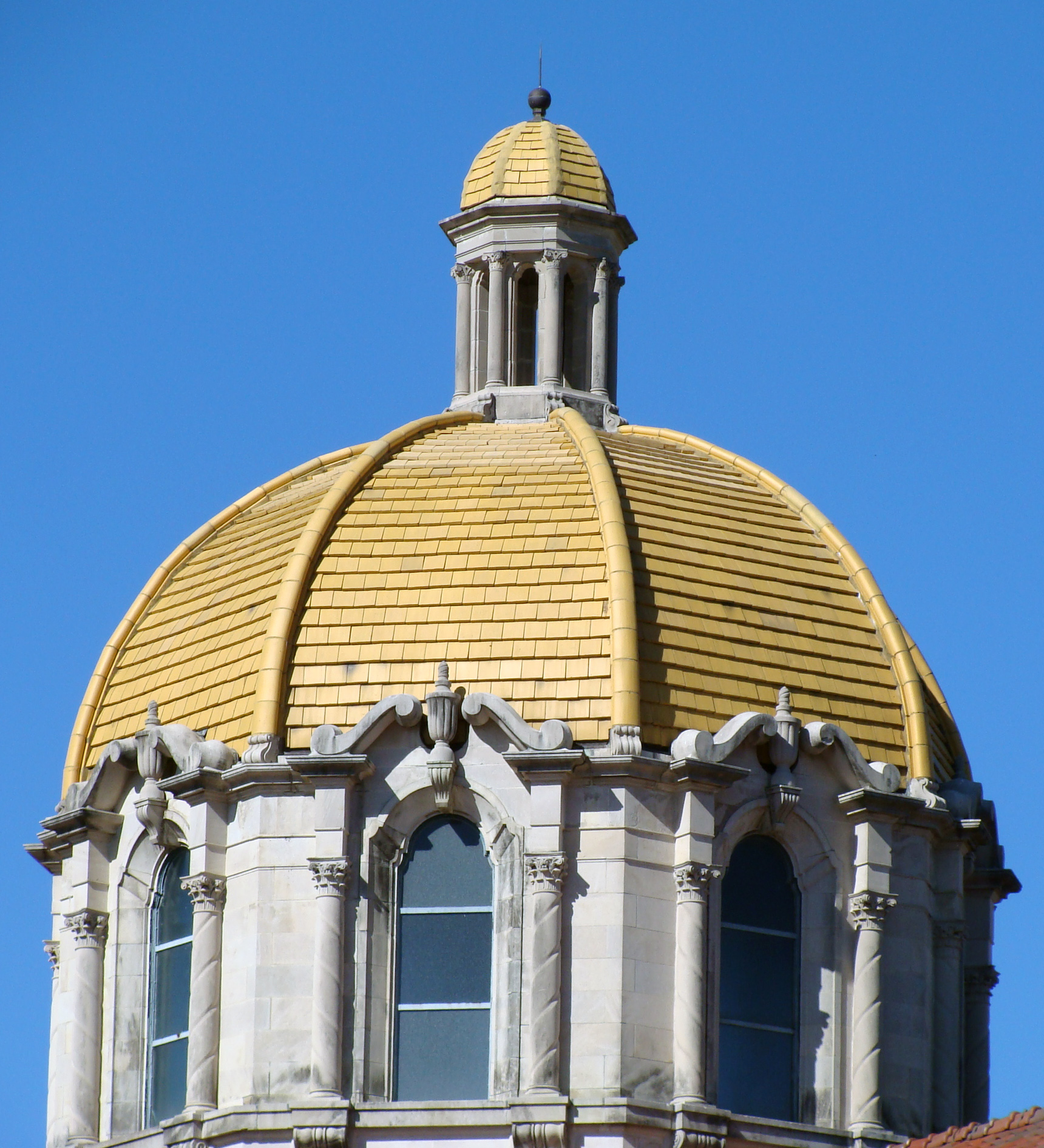
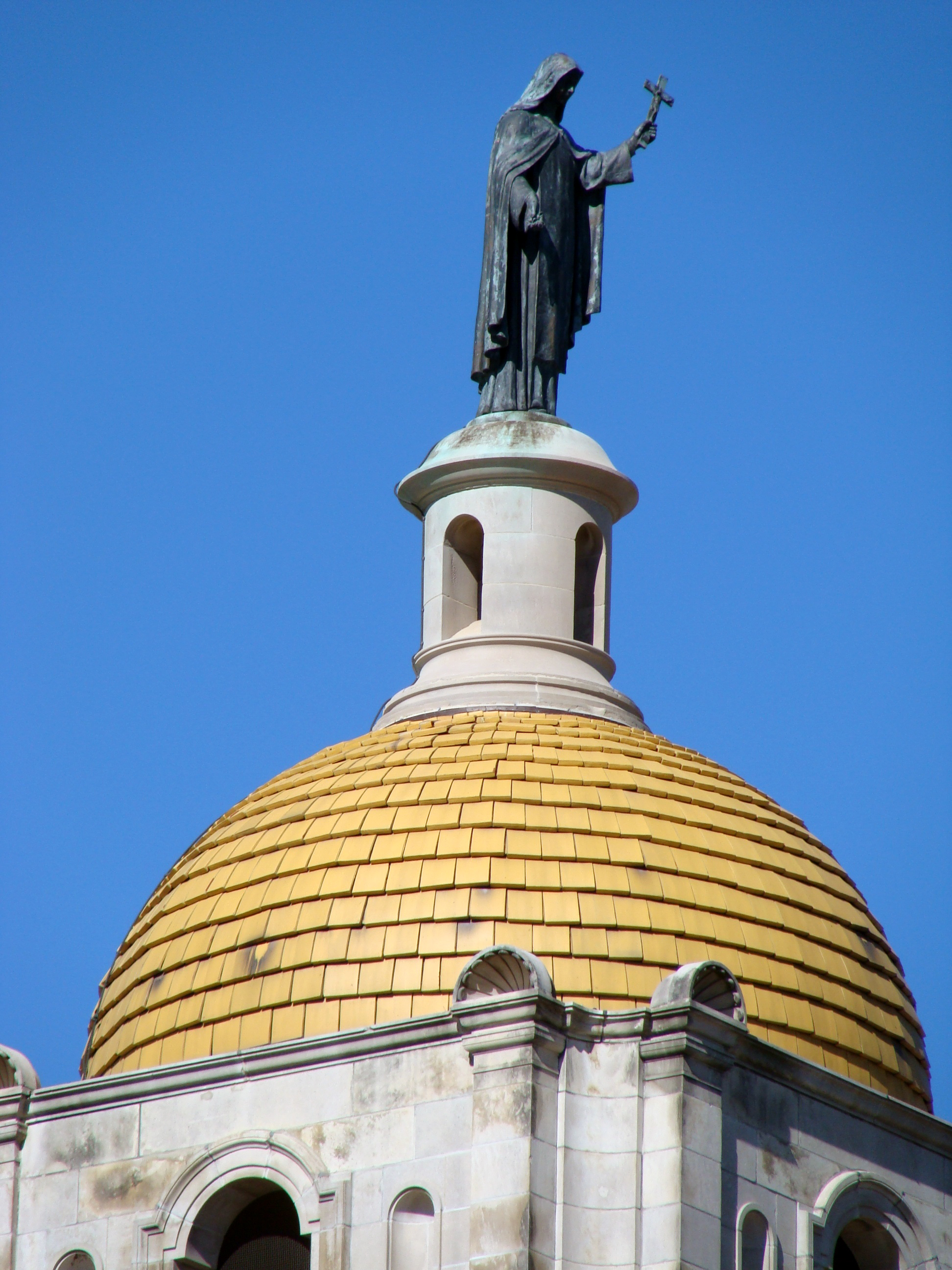
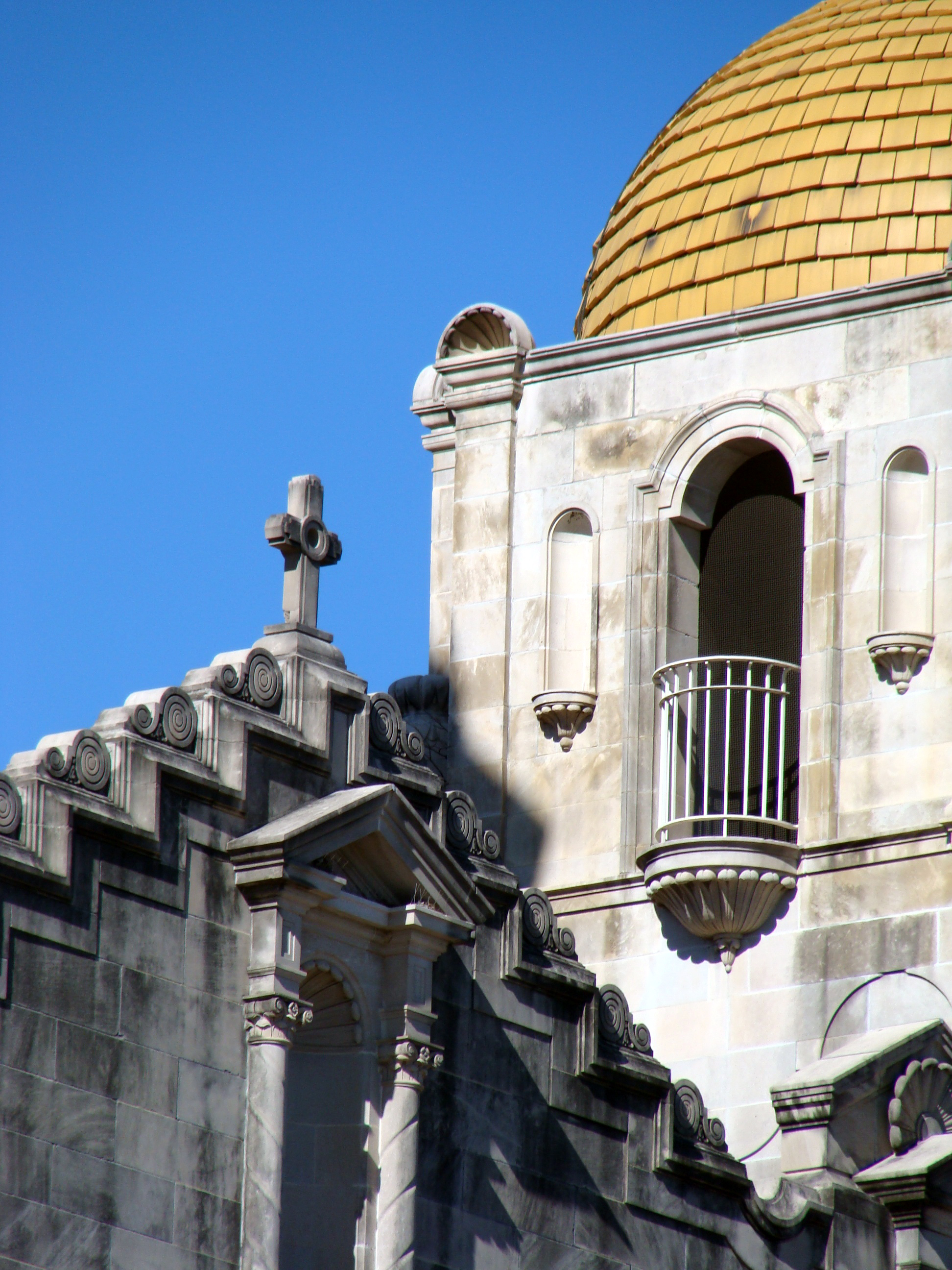